# Kamenný Újezd (district de Rokycany)
Pour les articles homonymes, voir Kamenný Újezd.
Kamenný Újezd (en allemand : Stein-Aujest, précédemment : Steinaujezd) est une commune du district de Rokycany, dans la région de Plzeň, en République tchèque. Sa population s'élevait à 858 habitants en 2021.

## Géographie
Kamenný Újezd se trouve à 3 km au sud-est du centre de Rokycany et fait partie de son agglomération, à 18 km à l'est de Plzeň et à 71 km au sud-ouest de Prague.
La commune est limitée par Rokycany au nord, par Dobřív et Hrádek à l'est, par Mirošov et Veselá au sud, et par Raková à l'ouest.

## Histoire
La première mention écrite du village date de 1368.

## Administration
La commune se compose de deux sections :
- Kamenný Újezd
- Kocanda

## Galerie

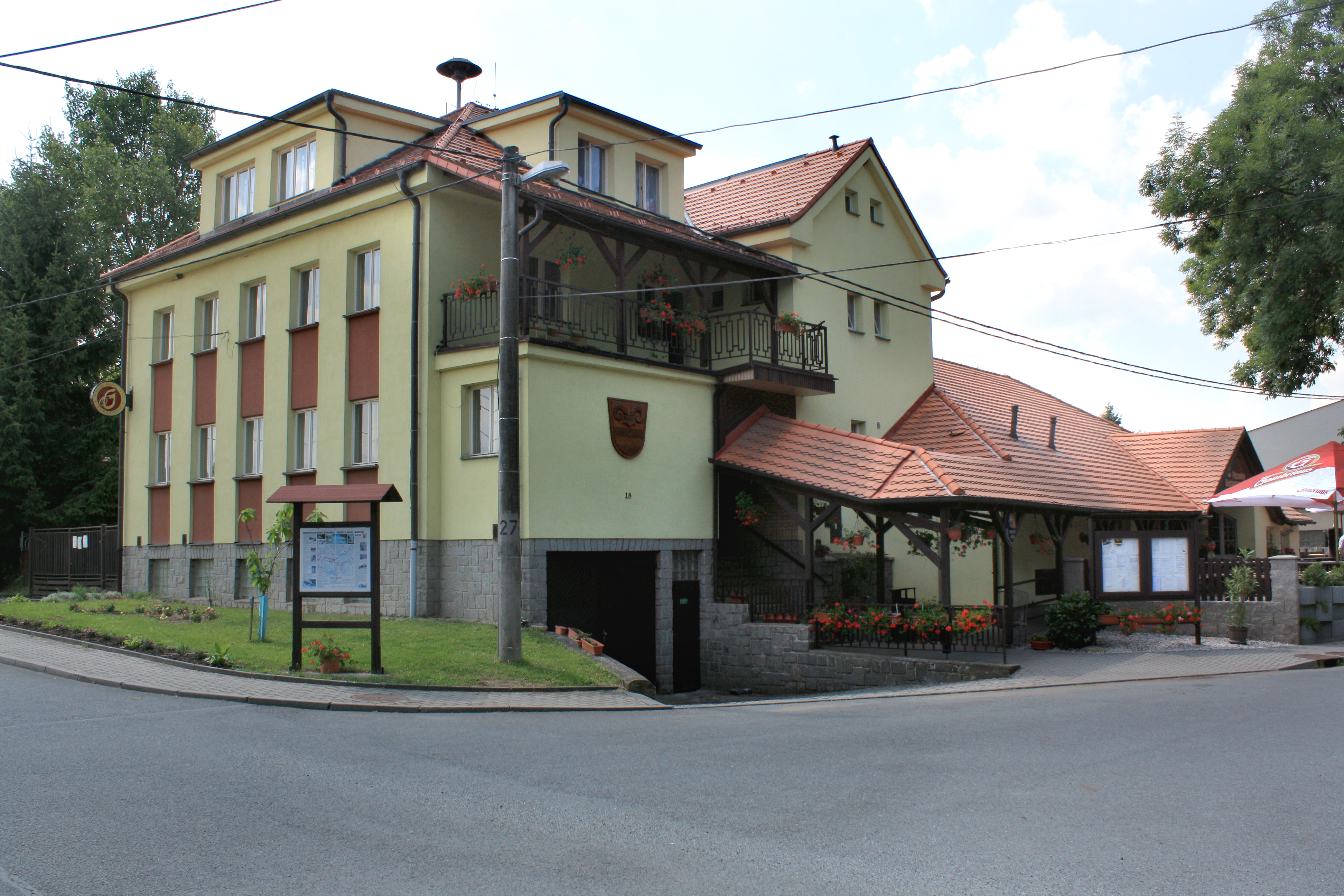
Kamenný Újezd : la mairie.
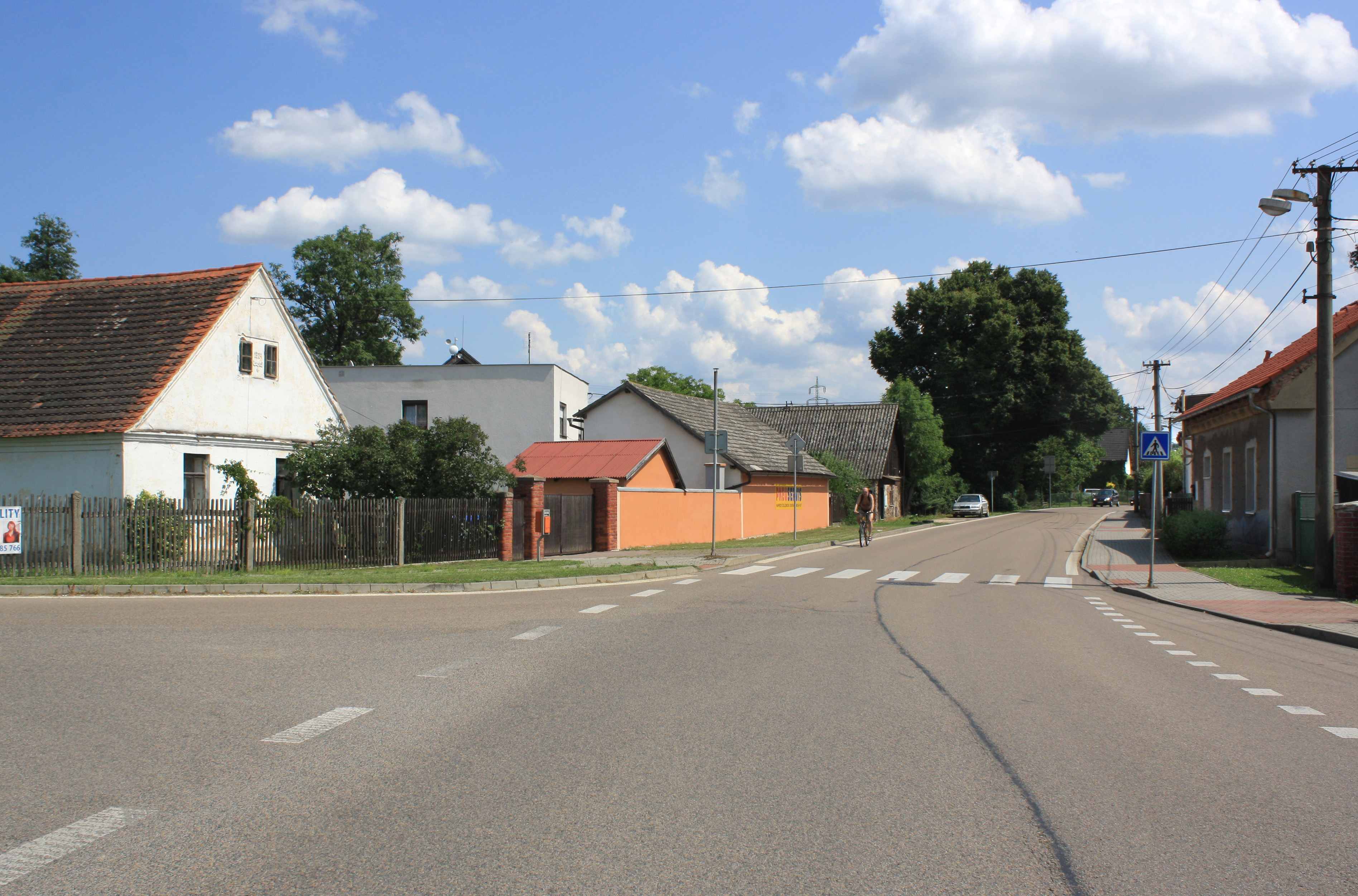
Kocanda : grand-rue.

## Transports
Par la route, Kamenný Újezd trouve à 4 km du centre de Rokycany, à 22 km de Plzeň et à 85 km de Prague. 